# Andrew Sullivan (scrittore)

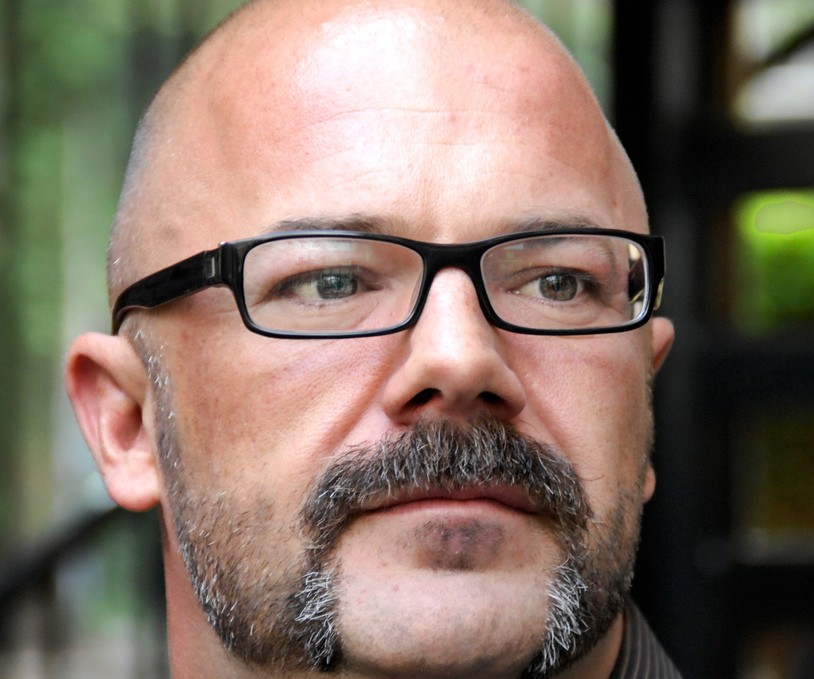
Andrew Sullivan

Andrew Michael Sullivan (South Godstone, 10 agosto 1963) è uno scrittore, giornalista e attivista inglese.

## Biografia
Di orientamento politico conservatore, dichiaratamente omosessuale e cattolico, Sullivan è speaker nei college, nelle università ed in diverse organizzazioni americane ed europee oltre ad essere spesso ospite come opinionista sia in Europa che negli Stati Uniti di trasmissioni televisive che si occupano di politica. Nato e cresciuto in Inghilterra, Sullivan vive negli Stati Uniti dal 1984 e risiede a Washington. Sullivan è considerato da molti il pioniere del weblogging, essendo stato uno dei primi giornalisti ad aver aperto negli Stati Uniti in proprio blog personale.
Il suo blog - The Daily Dish - nasce nel 2000 e, nel corso degli anni, è parte di diverse testate: Time, The Atlantic Monthly e The Daily Beast.
Nel 2013, il blog diventa un progetto indipendente: per gestire i costi, la redazione chiede ai propri lettori un abbonamento annuale di 20 dollari.
In un post datato 28 gennaio 2015, Andrew Sullivan ha annunciato la propria decisione di ritirarsi dalla blogosfera.